# Lidé z předměstí
Lidé z předměstí (v anglickém originále The 'Burbs) jsou americký rodinný film z roku 1989. Režisérem filmu je Joe Dante. Hlavní role ve filmu ztvárnili Tom Hanks, Bruce Dern, Carrie Fisher, Rick Ducommun a Corey Feldman.

## Děj
V poklidné předměstské čtvrti městečka Hinckley Hills v Iowě žije Ray Peterson se svou manželkou Carol a synem Davem. Když se do sousedního zchátralého domu nastěhuje tajemná rodina Klopekových – Dr. Werner Klopek, jeho syn Hans a strýc Reuben – začnou se dít podivné věci. Ray, který je zrovna na týdenní dovolené doma, začne v noci slýchat z jejich sklepa podivné zvuky a vidí záblesky světla. Rayovi sousedé jsou svérázné postavy: veterán z Vietnamu poručík Mark Rumsfield, který pozoruje dům Klopekových ze svého okna, vtíravý a impulzivní Art Weingartner a teenager Ricky Butler, jehož rodiče jsou na dovolené. Když se Ray s Artem pokusí seznámit s novými sousedy, jsou zahnáni rojem útočných včel.
Podezření sousedů vzroste, když jedné noci pozorují, jak Hans Klopek agresivně napěchuje do popelnice podezřele velký pytel s odpadky. Později té noci Ray vidí Klopekovy kopat na zahradě během bouřky. Druhý den Ray, Art a Rumsfield prohledávají popelářský vůz, ale nic podezřelého nenajdou. Situace se vyhrotí, když zmizí jejich starší soused Walter Seznick. Jeho pes Queenie běhá volně po okolí a když sousedé vniknou do jeho domu, najdou převrácené židle a Walterovu paruku. Ray později objeví Walterovu poštu a paruku v domě Klopekových, což posílí jejich podezření. Když Rayův pes Vince vyhrabe u plotu Klopekových kost připomínající lidskou stehenní kost, Art s Rayem teoretizují, že Klopekovi použili Waltera jako lidskou oběť.
Carol, unavená z chování mužů, zorganizuje seznamovací návštěvu u Klopekových. Zatímco probíhá napjaté setkání, Art prohledává jejich zahradu, dokud ho nezažene jejich velký pes. Následující den Ray pošle Carol a Davea na návštěvu k švagrové. S Artem využijí nepřítomnosti Klopekových k prohledání jejich domu. Rumsfield jim dělá ze střechy svého domu hlídku. V suterénu objeví obří spalovací pec a začnou kopat v podlaze, kde hledají lidské ostatky. Klopekovi se nečekaně vrátí v doprovodu policie. Ray při kopání zasáhne plynové potrubí a dům exploduje. Art stihne utéct, Ray vyvázne popálený. V tu chvíli se vrací Walter – byl celou dobu v nemocnici kvůli zdravotním potížím a Klopekovi mu jen vyzvedávali poštu.
Když se zdá, že bylo podezření neopodstatněné, Ray nastoupí do sanitky. Tam ho navštíví Dr. Werner Klopek a prozradí, že Ray musel v jejich peci vidět lebku – Klopekovi totiž skutečně zavraždili předchozí majitele domu. Pokusí se Raye zabít jedovatou injekcí, zatímco Hans řídí sanitku. Během jejich zápasu sanitka havaruje a Ricky objeví v kufru auta Klopekových lidské kosti. Klopekovi jsou zatčeni, obvinění proti Rayovi jsou stažena a do poklidného předměstí se může vrátit klid.

## Obsazení
| Tom Hanks        | Ray Peterson     |
| Bruce Dern       | Mark Rumsfield   |
| Carrie Fisher    | Carol Peterson   |
| Rick Ducommun    | Art Weingartner  |
| Corey Feldman    | Ricky Butler     |
| Wendy Schaal     | Bonnie Rumsfield |
| Henry Gibson     | Werner Klopek    |
| Brother Theodore | Reuben Klopek    |
| Kevin Gage       | policista        |